# Cień (archetyp)
Cień – składnik osobowości. W koncepcji struktury osobowości zaproponowanej przez Junga to jeden z bardziej wyodrębnionych archetypów (obok persony, animy i animusa). 
Pojęciowo zbliżony do id w koncepcji Zygmunta Freuda.

## Podział
Wyróżnić można:
- cień osobisty – przynależy do nieświadomości indywidualnej i może przyjmować ustrukturalizowaną formę kompleksu,
- cień zbiorowy – archetypowy składnik nieświadomości zbiorowej.

## Cień zbiorowy
Archetyp cienia konstytuują zwierzęce popędy, odziedziczone według Junga po niższych gatunkach w procesie ewolucji. Uosabia on zwierzęcą naturę człowieka i obejmuje m.in. pojęcie grzechu pierworodnego (z jego projekcją w formie szatana lub wroga). 

## Cień osobisty
Cień osobisty zawiera części osobowości, które zostały uprzednio:
- wyparte
- odszczepione

wskutek braku akceptacji środowiska w którym rozwój danej osoby zachodził.

## Znaczenie
Cień odpowiada za pojawianie się w świadomości oraz zachowaniu człowieka nieakceptowanych społecznie, negatywnych uczuć, myśli lub działań. Jest „ciemną stroną” osobowości, a jego źródła umiejscowione są w nieświadomości zbiorowej. Jako jeden ze składników osobowości nadaje jej bardziej spontaniczny, otwarty i ognisty charakter.
Cień podlega procesowi projekcji, lecz jedynie na osoby tej samej płci. Nosicieli projekcji cienia dana osoba może odszukać wśród osób do których czuje niechęć
i które równocześnie manifestują cechy wartościowane subiektywnie jako wysoce niepożądane.
Możliwe jest również utożsamienie się z cieniem. Ekscentryczne zachowania indyjskich awadhutów wyjaśnia zajściem właśnie tego zjawiska Georg Feuerstein w pracy Holy Madness: The Shock Tacticts and Radical Teachings of Crazy-Wise Adepts, Holy Fools, and Rascal Gurus.

## Indywiduacja
Psychologia analityczna Carla Gustava Junga objaśnia, zachodzący w trakcie rozwoju jednostki (indywiduacja), proces o nazwie integracja cienia.
Umożliwia on wykorzystanie składowych cienia jako nowych zasobów osobowości.